# Мороз, Геннадий Сергеевич
Генна́дий Серге́евич Моро́з (бел. Генадзь Сяргеевіч Мароз; укр. Геннадій Сергі́йович Мороз) (10 декабря 1936, д. Вербье, Логойский район, Минская область, Белоруссия — 2 марта 2020, Тернополь, Украина) — учёный-медик, хирург-онколог, педагог, доктор медицинских наук, профессор.

## Детство и юность
Родился и вырос в Белоруссии, в деревне Вербье Логойского района, в 70 километрах от Минска. Родная мама умерла, когда мальчику было 2 года, отец снова женился. Когда началась Великая Отечественная война, леса возле расположенного рядомс деревней озера Палик стали партизанской зоной. Отец забрал семью в партизанский отряд, где они жили три года, до освобождения Белоруссии от гитлеровцев. Фашисты боялись далеко заходить в леса, но иногда устраивали облавы, и тогда маме с маленьким Геннадием приходилось прятаться в непроходимых болотах возле озера.
В июле 1944 года семья вернулась в родную деревню, но увидели только остатки пожарища: немцы сожгли деревню дотла. Отца назначили председателем сельсовета в деревне Ляховка Борисовского района, семья переехала туда. Наняли жильё, начали строить свой дом. В 1944 году Геннадий пошёл в школу, в первый класс. Деревня была большая. В годы войны там был расквартирован немецкий гарнизон, и дома остались целыми. Жили бедно, как и большинство людей после войны. Тётя, родная сестра отца, очень хотела, чтобы мальчик стал врачом, говорила: «Ты добрый, чуткий, тебе надо заниматься медициной». Но тогда Геннадий об этом ещё не задумывался.
В 1954 году стал студентом врачебного факультета Минского мединститута. Учился хорошо и получал стипендию. Отец развёлся, женился в третий раз и уехал в Россию. Мать переехала в рабочий посёлок, где работала на торфозаводе. В дни каникул Геннадий приезжал к ней, чтобы помочь по хозяйству, а также работал на том же заводе, чтобы заработать денег на следующий учебный семестр.

## Работа
В 1960 году окончил Минский медицинский институт и был направлен на работу в ведомственную железнодорожную больницу МПС в Вологде, где ему с мамой предоставили жильё при больнице. После специализации по анестезиологии, которую он прошёл в Ярославле, работал до 1963 года хирургом и по совместительству —  анестезиологом и онкологом. В 1962 году прошёл специализацию по онкологии в Запорожском институте усовершенствований врачей. В 1966 году защитил кандидатскую диссертацию в Днепропетровске.
Когда заканчивал аспирантуру — в Минске открыли институт онкологии, где Геннадию предложили должность заведующего цитологической лабораторией, но он отказался, так как хотел работать хирургом. Узнал о соответствующей вакансии на далёком Урале. Полгода длилась проверка — спецслужбы тщательно изучали его биографию, информацию о родителях и родственниках, так как город, где Геннадий собирался работать, был засекречен и въезд в него очень ограничен. Сейчас он известен как Озёрск, а в те времена его называли Челябинск-40, затем Челябинск-65. На радиохимическом комбинате «Маяк» в Озёрске производили радиоактивную начинку для атомных бомб (в 1957 году там произошла первая в СССР ядерная авария). В июне 1967 года Геннадий Мороз приступил к работе в засекреченном учреждении — филиале № 1 Института биофизики Министерства здравоохранения СССР, предназначенном для оценки состояния здоровья и лечения работников комбината. В составе специальной научной группы Геннадий Сергеевич Мороз проработал 16 лет (с 1967 по 1983 год), сначала младшим научным сотрудником, затем старшим научным сотрудником. Изучал проблему возникновения злокачественных опухолей у пациентов с острой и хронической лучевой болезнью, подвергшихся также действию радиоизотопов, осевших в различных органах тела.
В те годы отходы ядерного производства сливали в ближайшие озёра, в реку Теча и в озеро Карачай. Поскольку всё, что касалось химкомбината «Маяк», было государственной тайной, местные жители об этом не знали. Дети и взрослые купались и ловили рыбу в Течи, пасли коров на её берегах, доили и пили молоко. Позже у местных жителей начались серьёзные проблемы со здоровьем, но пациентами Геннадия Мороза были рабочие «Маяка», которые работали с радиоактивными веществами. Люди не были осведомлены о технике безопасности, даже работали без перчаток, поэтому у них развивались гиперкератозы кожи, и на этом фоне появлялись злокачественные опухоли. Кроме этого, работники комбината вдыхали радиоактивный плутоний, который оседал в лёгких; проникал он в организм и через желудочно-кишечный тракт (когда, например, люди обедали на работе), концентрировался в печени. Если на работе поцарапал руку — плутоний, попав организм через рану, впитывался в кровь и оседал в костях. И так или иначе у людей появлялись злокачественные опухоли лёгких, печени и костей. К тому же рабочие подвергались внешнему облучению, и у них развивалась острая или хроническая лучевая болезнь. В этой ситуации вставал острый вопрос: как лечить таких больных? Известно, что существует три основных метода комбинированного лечения при злокачественных опухолях: хирургический метод, лучевой метод и химиотерапия. Но пациенту с лучевой болезнью назначать дополнительное облучение невозможно. Челябинская областная больница таких больных не принимала, поэтому в филиале Института биофизики открыли клинику, чтобы оказывать помощь в полном объёме. И возможности для этого были: с 1967 по 1983 год в засекреченном городе не было проблем с поставками — клиника получала всё, что было необходимо, даже продукты питания, произведённые в других районах страны.
В 1968 году Геннадий Сергеевич Мороз обнаружил свечение раковых клеток в крови — задолго до внедрения нанотехнологий и сообщения о соответствующем открытии.
В 1976 году защитил докторскую диссертацию на тему «Злокачественные новообразования у лиц, подвергавшихся профессиональному облучению».
С 1983 года — работа в Тернопольском медицинском институте (ныне Тернопольский национальный медицинский университет имени И. Я. Горбачевского, ТГМУ): заведующий кафедрой онкологии, с 1994 года ― профессор кафедры онкологии, рентгенологии и медицинской радиологии  медицинского факультета ТГМУ. Разрабатывал и внедрял методы ранней диагностики злокачественных опухолей (в частности, радио-иммунологических) и лечения онкобольных (лимфосорбция, гемосорбция). Тогда же в институте начали делать очень сложные операции, в частности, резекцию трахеи; внедрили и усовершенствовали органосохраняющие бронхопластические операции, выполняли самые сложные операции почти на всех внутренних органах (пищеводе, желудке, кишечнике, урологические, гинекологические, операции на голове, шее и др.). Прибегая к новым методам лечения онкобольных с гипербилирубинемией, использовали гемо- и лимфосорбцию, для лечения больных со злокачественными лимфомами — радиотерапию. В институте была открыта радио-иммунологическая лаборатория, что позволило определять опухолевые маркеры, гормоны для ранней диагностики опухолей и для разработки прогнозов. Результаты исследований легли в основу написания нескольких диссертаций (докторской и кандидатских) сотрудниками кафедры онкологии и других кафедр университета.
В последние годы жизни Геннадий Сергеевич Мороз читал лекции, главным образом — на английском языке иностранным студентам.
Член авторского коллектива двухтомного учебного пособия «Клиническая хирургия» под редакцией ректора ТГМУ, профессора Л. А. Ковальчука. Этот труд отмечен премией Национальной академии медицинских наук Украины.
Умер 2 марта 2020 года в Тернополе.

## Научные труды
Автор более 180 научных и учебно-методических работ, из них 70 написаны во время работы в филиале № 1 Института биофизики.

## Семья
- Жена — Мария Мороз, в 1967–1983 годах лаборантка радиохимической лаборатории комбината «Маяк»[1].
- Дочь — Елена Геннадьевна Мороз, кандидат медицинских наук, доцент кафедры онкологии Белорусского государственного медицинского университета[4].